# 071型综合登陆舰
071型综合登陆舰（北約代號：Yuzhao-class）是中國人民解放軍海軍的一种大型两栖船坞运输舰，可作为气垫登陆艇的母船，用以运送士兵、步兵战车、主战坦克等展开登陆作战，也可搭载两栖车辆，机库可容纳4架直升机，甲板可供2架直升机起降。

## 登陆功能
071級艦的特色在於登陸設計，可装载包括作战车辆和作战人员在内的解放军海军陆战队约一个加强营的兵力，兵力可使用艦载的4艘气垫登陆艇和6架直升机进行登陆。
其中塢艙幾乎佔據了該艦長度的2/3，能夠容納4艘726型气垫登陆艇，该艇最大载重量约为50吨，每艘气垫登陆艇可以运送1辆ZTZ-96B主戰坦克、或1辆15式轻型坦克或2辆ZBD-05两栖步兵战车、或陸戰隊員80人。船身可以调节吃水深度，也可搭载传统的船式登陆艇。登陆艇可通过船尾的闸门进出。
該艦甲板上可同时起降2架直-8直升機，機庫中还能再能夠容納4架，提供在敌方纵深进行垂直登陆的能力。

## 舰载武器
該艦武器包括：在艦首配備了一門與054A型護衛艦相同的1座H/PJ-26型单管76毫米隐身舰炮、船体两侧配备4座H/PJ-13型6管30毫米舰炮作為近迫防衛系統。為了應付小噸位的目標，該艦還裝備了幾挺12.7，7.62毫米機槍。
2024年，某艘071型综合登陆舰于舰艏H/PJ-26 76毫米舰炮后方安装了新型激光定向能武器。

## 出口
- 泰國

2019年9月9日，中国船舶工业集团有限公司出口泰国海军071E型综合登陆舰建造协议签字仪式在北京举行。这是中国首次对外出口船坞登陆舰。071E曾在2019年2月第14届阿布扎比防务展上公开，其与071较为明显的区别在于前者在主炮后增加类似HHQ-10舰载末端防空导弹系统。2021年12月23日，该舰在沪东中华造船厂下水。2023年4月9日，该舰正式移交给泰国海军，4月27日运抵泰国。

## 服役歷史
2006年，首舰昆仑山号下水，並在2007年進行海試，同年編入南海艦隊。與其他新建造的一樣，071的設計也融入了隐形概念，整體設計風格與052C型驅逐艦及054A型護衛艦等解放軍新式船隻設計類似，由於是與美國的聖安東尼奧級一樣具有隐形設計的船塢登陸艦，因此網路上還有人將071稱為中國的聖安東尼奧級。071的出現顯示解放軍準備於登陸戰術上重大革新。2010年起陆续新下水的071級登陸艦，顯示解放軍對於071的設計及使用達到了一定程度的滿意，開始建造後續艦。至2012年底，已有3艘服役。
2014年2月21日，中国国内媒体公开了南海舰队所辖三艘071两栖船坞运输舰一齐出海演练的照片。
2014年3月9日凌晨3时，999号“井冈山”舰搭载由14名医护人员组成的医疗分队，由10名潜水员组成的水下搜救分队，由52名陆战队员携带冲锋舟、橡皮艇等救生器材组成的救援兵力和2架舰载直升机，从湛江军港紧急起航赶赴马来西亚航空370号班机疑似坠落海域参与救援；此后，998号“昆仑山”舰继续增援，于9日下午5时从湛江军港起航，998舰搭载有50名陆战队员和2架舰载直升机。
2014年5月14日，据越南国家通讯社报道，998号和999号舰同时出现在西沙群岛西南的中越争议经济专属区中方石油钻井平台981附近，护卫己方钻井平台，并防止越方海事执法船靠近。
2015年1月至2月，989号“长白山”舰与第18批亚丁湾护航编队的054A型护卫舰“运城”号、“巢湖”号补给舰访问西欧英、法、德、荷四国。1月12日，编队访问英国朴茨茅斯军港，英国《每日邮报》1月13日就此报道称：“三艘巨大的战舰在人群的惊叹中进入皇家海军的老家，但遗憾的是这是中国军舰，而不是英国的”。1月26日，编队抵达荷兰鹿特丹港，中荷两国建交43年来中国海军舰艇首次对荷兰进行正式访问；停靠期间，当地一位女士问：“这么大的军舰，你们是租哪个国家的，还是自己建造的？”
2015年8月，989号“长白山”舰随其它舰只赴俄罗斯海参威参加“海上联合—2015（Ⅱ）”中俄军事演习，8月25日联合登陆在俄罗斯彼得大帝湾拉开战幕；根据媒体拍摄的画面，“长白山”舰一次系释放出14辆两栖陆战车，搭载150名陆战队员向目标滩涂阵地发起冲击。
2016年5月15日，989“长白山”舰赴泰国参加为期一个月的“蓝色突击2016”中泰海军陆战队联合训练。
2016年2月1日，第四艘071型综合登陆舰入役东海舰队，据英国《简氏防务周刊》网站2月3日报道：“虽然目前没有证据显示更多的船坞登陆舰正在建造中，但消息灵通人士预计，总共将可能建造8艘。”报道称：“前三艘船坞登陆舰被分配到南海舰队并不出人意料，因为位于湛江的南海舰队同时驻扎有两支总共6000兵力的中国海军陆战旅。但船坞登陆舰入列东海舰队引发了疑问，如位于上海的海军陆战小分队是否会扩容、其中一支海军陆战旅是否会迁离南海舰队抑或是否旨在展开联合行动，使原隶属南京军区的两栖机械化第一师登舰”。
2022年2月15日，987舰“五指山”号赴汤加执行运送救灾物资任务。